# Adieu les cons
Pour plus de détails, voir Fiche technique et Distribution.
Adieu les cons est un film français réalisé par Albert Dupontel, sorti en 2020. Il raconte l'histoire d'une femme condamnée par une maladie incurable. Cette femme décide de retrouver le fils qu'elle a été forcée d'abandonner à la naissance alors qu'elle était encore mineure.
Nommé aux César, le film remporte sept récompenses, dont celles du meilleur film, de la meilleure réalisation et du meilleur scénario.

## Synopsis
Suze Trappet est coiffeuse. Les produits cosmétiques qu'elle a utilisés durant des années lui ont donné une maladie auto-immune, dégénérative et incurable. Elle vient donc d'apprendre à 43 ans qu'il ne lui reste que peu de temps à vivre.
Un souvenir la submerge alors qu'elle vide son salon : durant l'adolescence, elle devint amoureuse et enceinte à quinze ans. Son amant fut incarcéré pour détournement de mineure et sortit de sa vie. Les parents de Suze imposèrent à leur fille un accouchement sous X, donc accompagné d'un acte d'abandon complet de l'enfant à naître. Cette action très brutale ne fut permise par la loi que parce que leur fille était alors mineure et sous leur responsabilité pénale et juridique. Suze eut à peine le temps de voir son enfant quelques instants avant qu'il ne lui fût arraché. Elle n'a jamais pu réussir à le revoir depuis ni à avoir de ses nouvelles. Elle veut se mettre à la recherche de son fils, apprendre ce qu'il a pu devenir, pouvoir lui parler avant de mourir.
Elle se rend au service d'administration de son département. Elle y apprend que son dossier, qui a presque trente ans, n'a pas été numérisé. Elle ne peut toujours pas obtenir le moindre détail et, avec la vitesse classique administrative, retrouver les documents prendra certainement plusieurs mois, une échéance qu'elle n'a pas. Dans le bureau d'à côté, Jean-Baptiste Cuchas, s'apprête à se suicider. Il laisse à ce propos un message d'adieu qu'il filme en direct sur son ordinateur portable. Il est un informaticien de génie qui perd complètement pied. La décision cynique de ses supérieurs hiérarchiques de confier la sécurisation du système informatique à des personnes des plus incapables lui est insupportable.
Il veut se tirer dessus avec un fusil de chasse acheté récemment. Il n'a pas pensé à scier préalablement le canon avant de l'emmener sur son lieu de travail. Jean-Baptiste doit donc utiliser une sorte de poulie artisanale en employant une corde reliée à la détente avec l'arme posée face à lui sur sa chaise pivotante. Lorsqu'il empoigne la corde, la mise à feu est très puissante, si forte qu'elle fait se tordre la chaise. La déflagration n'atteint pas l'informaticien car le coup dévie et atteint la paroi adjacente en placoplâtre. L'agent administratif qui se trouvait contre ce mur se retrouve gravement atteint et git au sol. C'était la personne qui s'occupait du cas de Suze. Réalisant ce qu'il a fait, Jean-Baptiste panique et perd l'équilibre tout en continuant à tenir la corde et un second coup part aussitôt en direction du plafond. L'informaticien se retrouve assommé par les débris. Les deux déflagrations font fuir le public en panique qui croit de sa part à des tentatives de meurtre.
Seule Suze ne s'est pas enfuie des lieux. En regardant sur la porte du bureau, elle comprend que cet inconnu s'occupe des services informatiques. Ses capacités lui seraient utiles, surtout qu'ils n'ont plus rien à perdre, ni lui ni elle. Elle embarque l'ordinateur portable ayant servi à enregistrer la vidéo de la tentative de suicide et emmène Jean-Baptiste avec elle en empruntant l’ascenseur. Il est toujours inconscient et elle le traîne au sol.
Il se réveille sur un rond-point, là où se situaient précédemment les locaux où Suze accoucha. Elle lui apprend qu'il est désormais recherché par la police et le ministère de l'Intérieur pour tentative de meurtre et attaque terroriste, d'après les informations diffusées à la radio. Jean-Baptiste se voit proposer un marché par Suze : elle lui rendra son ordinateur qui contient la preuve de l'accident s'il l'aide à retrouver son dossier. Il lui explique que celui-ci doit être conservé aux archives départementales de la préfecture, mais refuse de l'aider davantage.
Plus tard, Suze est finalement rejointe par Jean-Baptiste qui est revenu sur sa décision. Ils parviennent à descendre aux sous-sols des archives départementales de la Préfecture, gérées par Monsieur Blin. c'est un agent administratif devenu aveugle il y a des années lorsque des policiers porteurs de LBD lui tirèrent dessus sans sommation en le méprenant pour un militant anti-police en pleine action de sabotage d'un commissariat. Cela lui laisse une peur panique des forces de l'ordre en plus de sa cécité. Il est recasé dans les locaux depuis assez longtemps pour s'y repérer aisément, mais il ne peut qu'être lent dans ses recherches malgré sa bonne volonté. Il accepte d'aider le duo. Il y a plus d'une centaine de casiers de métal autour de lui, trop pour s'y retrouver rapidement.
Jean-Baptiste emploie alors ses compétences d'informaticien avec brio pour sélectionner uniquement les dossiers sur chaque femme du département dont le patronyme commence par T et qui a accouché sous le secret depuis trente ans. Après plusieurs heures de recherche  Suze, M. Blin et Jean-Baptiste tombent sur le dossier, archivé depuis 28 ans. Il ne s'y trouve que l'adresse des parents ayant recueilli l'enfant, ce qui n'est pas réglementaire. Jean-Baptiste pense qu'il y a aussi un fort risque que la famille n'habite plus à l'adresse indiquée.
Malheureusement, les policiers sont arrivés dans le bâtiment des archives et parviennent à arrêter l'informaticien. Suze et M. Blin arrivent discrètement à s'enfuir de l'autre côté par un escalier de service. L'adresse indiquée sur le dossier n'existe plus, donc non répertoriée sur les GPS. M. Blin connaissait une partie des bâtiments de la ville avant d'être aveugle. Il parvient à guider Suze grâce à quelques souvenirs encore exact des alentours. Suze aperçoit un homme de l'âge de son enfant en arrivant sur les lieux potentiels. Elle se rend compte après un bref échange qu'il n'est pas le sien. Il n'est cependant pas possible de savoir l'identité des anciens locataires.
Plus loin, le camion d'un fleuriste distrait entre en collision avec la voiture de Suze. Le fleuriste, en partie sous le choc, croit que M. Blin, le passager, conduisait malgré sa cécité. Il décide d'appeler la police. Horrifié à l'idée de se refaire attaquer et d'aller en prison, M. Blin a un mouvement de panique : il se précipite sur la place du conducteur en se guidant par le bruit du moteur, démarre la voiture en trombe et a un autre accident quelques mètres plus loin avec la voiture de police qui transportait Jean-Baptiste. Ce dernier s'extirpe de la voiture accidentée et promet à son supérieur de revenir avec un témoin pour l'innocenter.
Jean-Baptiste retrouve Suze et lui suggère de contacter le médecin qui a pris en charge son accouchement 28 ans plus tôt, le Dr Lint. Une fois arrivés à l'hôpital où il se trouve, ils se rendent compte que le docteur est atteint d'Alzheimer. Suze raconte patiemment son histoire au médecin impassible. Désespérée par ce coup du sort, elle tombe sur une chaise. En voulant se rattraper, elle renverse accidentellement une planche sur la bibliothèque personnelle du Dr Lint où se trouvent des journaux intimes lui appartenant. L'écriture en est illisible, mais celui de l'année de l'accouchement de Suze pourrait, avec de la chance, contenir des informations sur la naissance de son enfant. Le trio se rend alors chez la femme du médecin et elle les écoute sur le pas de la porte. Elle accepte de les recevoir dans son salon lorsqu'elle voit le carnet dans les mains de Suze. Elle arrive à déchiffrer une partie des écrits.
Il est ainsi découvert que son mari fut ulcéré par les circonstances de l'accouchement de Suze, surtout par le comportement brutal de ses parents et la grande détresse de la jeune mère. Il se fit la promesse de trouver pour le nourrisson une famille d'accueil de qualité, quitte à agir illégalement. Il utilisa ses relations pour parvenir à confier le bébé à une notable de la ville qui était sa patiente. Cette femme stérile en mal d'enfant se fait surnommer « Sans-Fallope » dans le carnet. Le médecin décida d'inscrire le moins d’éléments possibles dans le document d'adoption pour qu'ils puissent être préservés mutuellement d'éventuelles poursuites judiciaires, puisque le cadre légal de l'adoption ne fut pas du tout réalisé dans les normes. Alors que Suze est prise d'une crise d'asthme sanglante, Jean-Baptiste comprend que son état est sérieux. Elle le reconnaît sans détours et décrit la maladie incurable qui explique son empressement à passer outre aux délais administratifs. Les trois témoins de sa souffrance éprouvent pour elle une grande pitié. Tandis que le trio se rend dans une pharmacie pour chercher un nouvel inhalateur, le Dr Lint a un éclair de conscience et retrouve la mémoire de ce jour-là. Il s'échappe incognito de l'hôpital et rejoint sa femme pour lui donner l'identité de la Sans-Fallope.
Jean-Baptiste peut tout retracer grâce à son ordinateur, mais il doit pour cela le mettre à jour. Il est de nouveau repéré par les policiers qui pistent son appareil, mais retrouve enfin l'identité de l'enfant de Suze : nommé Adrien, il a perdu ses parents adoptifs durant son adolescence puis a mené de brillantes études. Il est chef d'un réseau informatique dans une grande société cotée en bourse. Suze, Jean-Baptiste et M. Blin se rendent à l'adresse où habite le jeune homme. Submergée par l'émotion, la mère regarde par une fenêtre et entrevoit son fils travaillant tranquillement sur son ordinateur, mais refuse pourtant de lui parler directement. Elle ne sait pas comment se présenter correctement à lui, surtout ayant conscience du peu de temps qu'il lui reste à vivre et du refus de lui faire subir cette échéance. Jean-Baptiste se rend compte que quelque chose ne va pas chez Adrien : au vu de sa profession bien payée, il ne devrait pas avoir à vivre dans un quartier défavorisé. En fouillant dans la poubelle, l'informaticien découvre des poèmes raturés destinés à une certaine Clara, une collègue d'Adrien semble-t-il, dont il paraît épris. Le trio décide donc de monter un plan pour amener Adrien à parler à cette Clara seul à seule.
Arrivés sur le lieu de travail du jeune homme, le lendemain, le trio a peu de temps pour agir. Jean-Baptiste sabote le système de sécurité de l'immeuble face à eux pour aligner les ascenseurs au treizième étage, éteindre les lumières et activer l'alarme incendie. Il contrôle ensuite l'ouverture des portes des ascenseurs pour forcer Adrien et Clara à se retrouver seuls dans le même ascenseur. Il confie l'ordinateur à Suze en lui demandant de se faire passer pour la technicienne de sécurité. Suze, émue, parvient à dire à Adrien qu'il ne faut pas avoir peur d'avouer son amour et que « je t'aime » sont les mots les plus importants à prononcer dans une vie.
M. Blin, motivé par les paroles de Suze, n'a désormais plus peur de la police et accepte de faire du zèle pour permettre aux deux autres de s'échapper. Très bruyant, il s'exclame à tue-tête sur une place publique, ce qui pousse une partie des policiers à l'interpeller, non sans difficultés et le tout sous les yeux de nombreux témoins qui filment la scène avec joie.
Sur un parking presque désert, au crépuscule, Jean-Baptiste parvient à ouvrir une voiture avec son ordinateur. Les policiers cachés non loin remarquent le bruit de la portière ouverte et les retrouvent. Suze, se sachant condamnée par sa maladie, ramasse une arme qu'un policier a fait tomber en essayant de maîtriser M. Blin. Elle s'interpose entre les policiers et Jean-Baptiste pour le laisser partir. Mais, finalement, celui-ci lui demande timidement s'il peut venir avec elle. Ils se regardent silencieusement avant qu'il lui avoue ses sentiments. Tous deux s'embrassent. Suze braque alors calmement l'arme vers les policiers, sans chercher à tirer, mais cette action condamne de facto le couple à un suicide par police interposée. Le film se termine sur les innombrables coups de feu qui mettent fin à leur vie.

## Fiche technique
- Titre : Adieu les cons

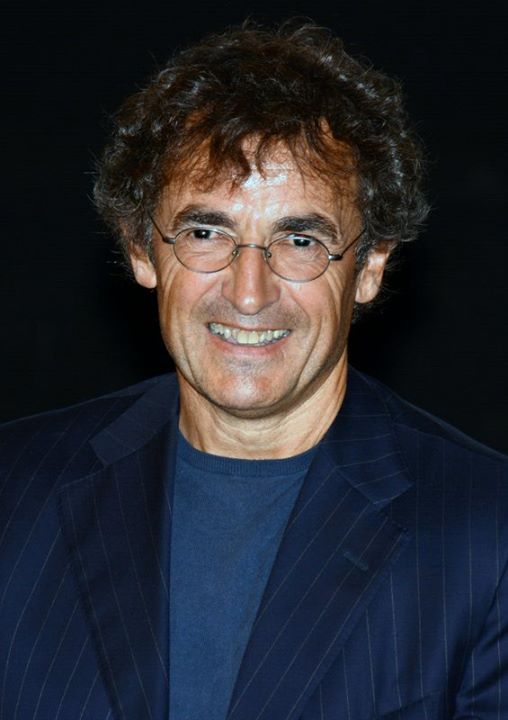
Albert Dupontel, réalisateur et interprète de JB, en 2013.

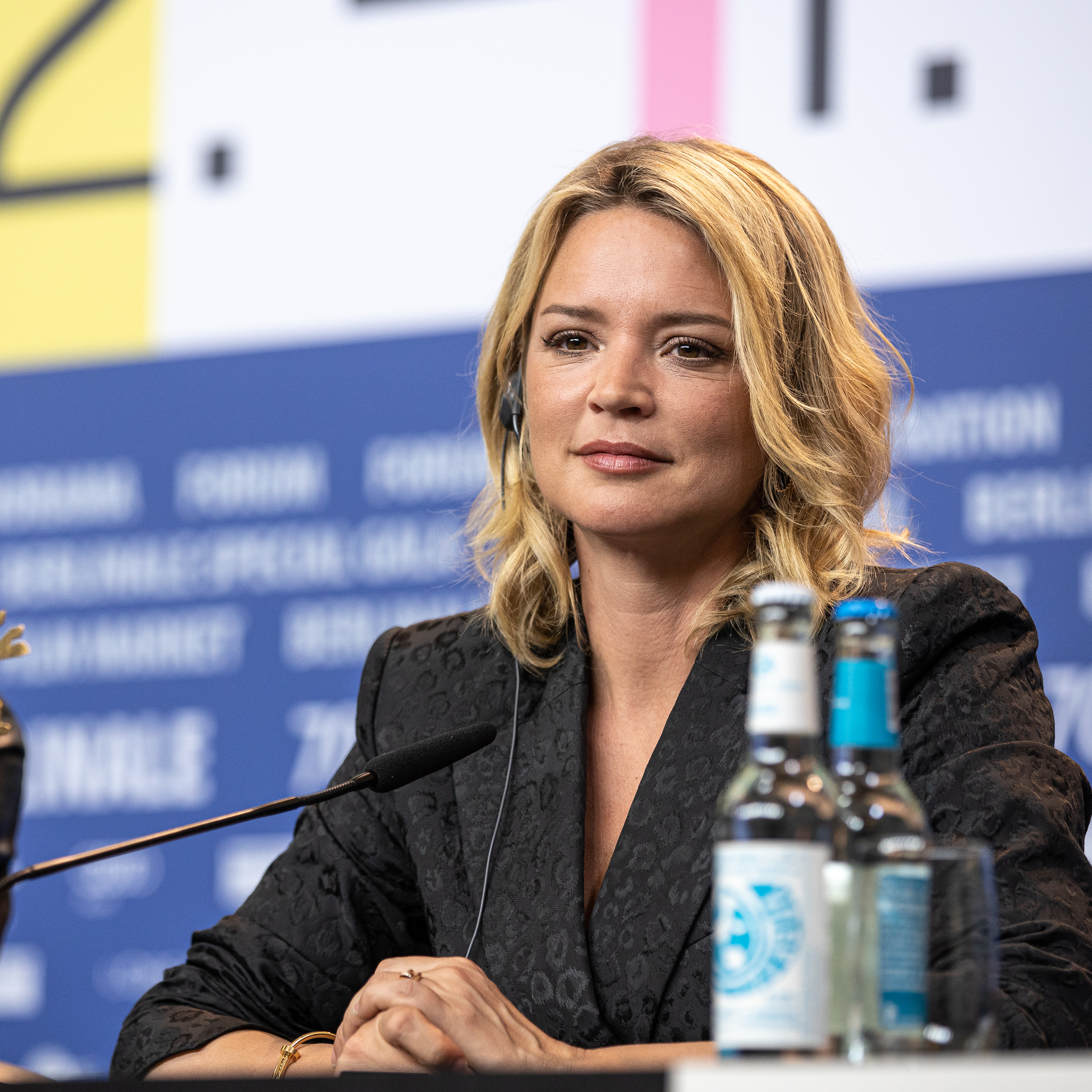
Virginie Efira, interprète de Suze, à la Berlinale 2020.

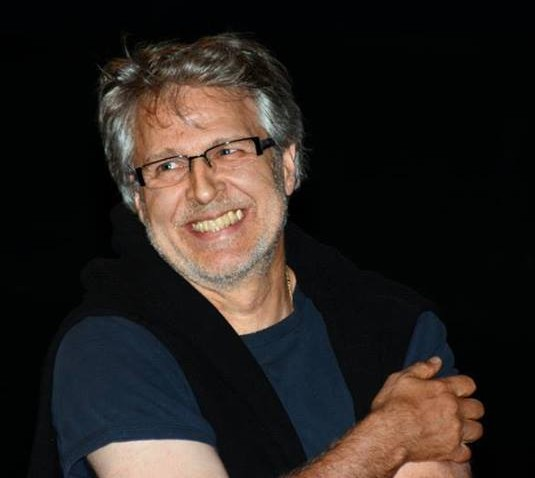
Nicolas Marié, interprète de M. Blin, en 2013.

- Réalisation et scénario : Albert Dupontel
- Photographie : Alexis Kavyrchine
- Montage : Christophe Pinel
- Décors : Philippe Cord'homme
- Costumes : Mimi Lempicka
- Production : Catherine Bozorgan
- Sociétés de production : Manchester Films, Gaumont, France 2, Canal+
- Société de distribution : Gaumont
- Budget : 10,31 millions d'euros[réf. nécessaire]
- Pays de production :  France
- Langue originale : français
- Format : couleur — 2.39:1
- Genre : comédie dramatique
- Durée : 87 minutes
- Dates de sortie :
  - France : 29 juin 2020 (première à Lorient)[2] ; 21 octobre 2020 (sortie nationale)
  - Belgique, Suisse romande : 21 octobre 2020
  - Québec : 25 juin 2021

## Distribution
Sauf indication contraire, les informations mentionnées dans cette section peuvent être confirmées par la base de données cinématographiques IMDb,  présente dans la section « Liens externes ».
- Virginie Efira : Suze Trappet
- Albert Dupontel : Jean-Baptiste « JB » Cuchas
- Nicolas Marié : Serge Blin
- Jackie Berroyer : Dr Lint
- Philippe Uchan : M. Kurtzman
- Bastien Ughetto : Adrien
- Marilou Aussilloux : Clara
- Catherine Davenier : Mme Lint
- Michel Vuillermoz : le psy
- Laurent Stocker : M. Tuttle
- Kyan Khojandi : le médecin de Lint
- Joséphine Helin : Suze Trappet adolescente
- Grégoire Ludig : le préposé 1
- David Marsais : le préposé 2
- Bouli Lanners : le médecin de Suze
- Johann Dionnet : M. Dupuis
- Terry Gilliam : un chasseur d'une publicité
- Yves Pignot : le fleuriste
- Guillaume Berroyer : le médecin de Suze adolescente
- François Girard : un policier

## Production
Albert Dupontel commence à travailler sur le film en 2013, après 9 mois ferme. Il met cependant le projet de côté pour s'atteler à l'adaptation du roman de Pierre Lemaitre, Au revoir là-haut. Le tournage d'Adieu les cons a lieu durant l'été 2019 en région parisienne (Gonesse, Paris, Meaux, Conflans-Sainte-Honorine...). Une majorité des scènes est filmée dans les studios de Bry-sur-Marne. Le film contient de nombreux effets spéciaux et nécessite huit mois de travail en postproduction.
Malgré la pandémie de Covid-19, la sortie du film est maintenue au 21 octobre 2020. En neuf jours d'exploitation, avec un couvre-feu, le film dépasse les 700 000 entrées. L'exploitation en est arrêtée avec la fermeture des salles de cinéma mais reprend le 19 mai 2021. C'est le troisième film d'Albert Dupontel à dépasser les 2 millions d'entrées au cinéma.
Le film est dédié à Terry Jones, ancien membre des Monty Python mort en janvier 2020 et qui avait joué dans les précédents films d'Albert Dupontel Le Créateur et Enfermés dehors.
Plusieurs éléments sont inspirés de l'univers du film Brazil, notamment le personnage de Monsieur Blin et les noms Kurtzman, Tuttle et Docteur Lint. De plus le réalisateur du film, Terry Gilliam, y apparaît dans le personnage d'un chasseur dans une publicité.

## Accueil

### Accueil critique
En France, le site Allociné propose une note moyenne de 3,7⁄5 en s'appuyant sur 41 titres de presse.
Selon Christophe Caron du journal La Voix du Nord, « Dupontel joue à fond la corde de l’émotion (parfois à l’excès, petit bémol). Mais il garde intacte son appétence pour le rythme effréné et la trouvaille visuelle. Et quel plaisir de passer en revue toute sa famille artistique ».
Pour Olivier De Bruyn du quotidien Les Échos, « Albert Dupontel se surpasse et signe un film à la fois délirant et émouvant, qui raconte avec un humour ravageur le monde d'aujourd'hui et ses aberrations ».
D'autres critiques sont bien plus réservés lors de la sortie du film. Pour Marilou Duponchel, des Inrockuptibles, « la grandiloquence kitsch de la mise en scène de Dupontel (interminables mouvements de caméra, couleurs criardes, humour grimaçant et caméo de Terry Gilliam comme référence affichée) opère à plein régime pour sursignifier, en même temps qu’elle ensevelit, les faits et gestes des héros·oïnes de ce conte moderne gonflé d’effets numériques disgracieux ». Didier Péron, dans Libération, estime qu'il s'agit d'« un genre d'After Hours rabougri », qui « se révèle même assez doux, et mièvre, quand sa course-poursuite se teinte d'un sentimentalisme à l'eau de rose sur fond d'amour filial ou d'amour tout court ».
À la suite du succès du film qui remporte sept récompenses lors de la cérémonie des Césars, Philippe Ridet, du journal Le Monde, déclare : « C'est peut-être trop d'honneurs pour cette fable anarcho-poétique [...] sorte de porte claquée au nez de la bien-pensance, des institutions au premier rang desquelles figure la police, cible facile mais dans l'air du temps ».

### Accueil du public
Le public accueille très favorablement le film d'un point de vue critique, avec une moyenne de 4,1⁄5 sur le site Allociné et une moyenne de 7,1⁄10 sur SensCritique.
Au niveau du box-office, le film sort le 21 octobre 2020 dans plus de 620 salles en France. C'est une période particulière pour le cinéma : du fait de la pandémie de Covid-19, il est à cette période soumis à un régime de couvre-feu, obligeant les établissements à fermer leurs portes à 21 heures. Malgré ces conditions, Adieu les cons termine sa première semaine d'exploitation en première position du box-office avec plus de 600 000 spectateurs, avant-premières comprises, signant le meilleur démarrage pour un film réalisé par Albert Dupontel.
Du fait de la dégradation des conditions sanitaires, les cinémas doivent refermer leurs portes le 29 octobre à 21 heures pour une durée indéterminée. Après neuf jours d'exploitation, Adieu les cons totalise 719 000 entrées. Le distributeur Gaumont assure que le film sera présent à la réouverture des salles. Le 19 mai 2021, après une longue période d'incertitudes liées à la pandémie, les cinémas sont autorisés à rouvrir.
À la réouverture, le film axe sa communication sur la réception critique et sur ses sept trophées remportés à la cérémonie des César. C'est dans plus de 800 salles qu'Adieu les cons reprend son exploitation. Après une semaine, le film se classe à nouveau en tête du box-office avec 513 000 entrées supplémentaires, lui permettant de franchir la barre du million d'entrées. Il atteint finalement les 2 millions d'entrées en France, c'est le troisième film à parvenir à ce score après la réouverture des cinémas avec Tenet et Kaamelott.
| Pays ou région | Box-office        | Date d'arrêt du box-office | Nombre de semaines |
| -------------- | ----------------- | -------------------------- | ------------------ |
| France         | 2 001 298 entrées | 12 octobre 2021            | 23                 |
| Total mondial  | 15 843 504 $      | -                          | -                  |

## Distinctions

### Récompenses
- Césars 2021 :
  - Meilleur film
  - Meilleure réalisation pour Albert Dupontel
  - Meilleur acteur dans un second rôle pour Nicolas Marié
  - Meilleur scénario original pour Albert Dupontel
  - Meilleure photographie pour Alexis Kavyrchine
  - Meilleurs décors pour Carlos Conti
  - César des lycéens

### Nominations
- Lumières 2021 :
  - Meilleure actrice pour Virginie Efira
  - Meilleur acteur pour Albert Dupontel
  - Meilleure mise en scène pour Albert Dupontel
  - Meilleur film
- Césars 2021[17] : 
  - Meilleure actrice pour Virginie Efira
  - Meilleur acteur pour Albert Dupontel
  - Meilleure musique originale pour Christophe Julien
  - Meilleur son pour Jean Minondo, Gurwal Coïc-Gallas et Cyril Holtz
  - Meilleur montage pour Christophe Pinel
  - Meilleurs costumes pour Mimi Lempicka
- Magritte 2022 :
  - Meilleure actrice pour Virginie Efira
- Goyas 2022 : 
  - Meilleur film européen